# Kostino (Rajon Dmitrow)
Kostino (russisch Костино) ist ein Weiler in dem Rajon Dmitrow in der Oblast Moskau.

## Geographie
Kostino liegt etwa 10 km von der Stadt Dmitrow entfernt. Rechts des Weilers liegt der Bach Karasowka.

## Geschichte
1504 war Kostino ein Lehen des Klosters des Dmitrow, Boris und Gleb auf dem Gebiet des Dorfes Nowoje. 1856 wurde in Kostino die Kirche der Tichwin-Ikone der Gottesmutter erbaut.

## Bevölkerung
| Jahr          | 2002 | 2006 | 2010 |
| Einwohnerzahl | 623  | 669  | 654  |